# Мародёрство российской армии во время вторжения на Украину
Мародёрство российской армии во время вторжения на Украину в 2022 году — зафиксированные международными наблюдателями и местными жителями массовые случаи грабежей и краж, совершённых российскими военными на оккупированных территориях Украины. С начала марта в СМИ публикуются свидетельства очевидцев военных действий в Украине о массовых случаях мародёрства солдатами российской армии. Международные организации, вроде Human Rights Watch, а также украинские, европейские и российские независимые медиа и НКО документируют и расследуют случаи мародёрства и перевозки на территорию России и Белоруссии награбленных личных вещей и промышленного оборудования. Официальная российская позиция выстроена на отрицании любых обвинений.

## Хроника
Уже на третий день вторжения в Конотопе были разграблены продовольственные магазины. В интернете присутствовало видео, на котором российские солдаты выносили сейф из банковского отделения в Херсонской области.
В марте фермеры из Херсонской, Черкасской и Киевской областей свидетельствовали, что у них забрали автомобили и продукцию. Из окрестностей захваченного Мелитополя были угнаны 27 сельскохозяйственных машин John Deere — трактора, сеялки, комбайны, — каждая из которых стоит не меньше 300 тыс. долларов США. Поскольку вся техника оснащена системами навигации GPS, владельцам удалось отследить её перемещение — в конце апреля машины оказались в чеченском селе Закан-Юрт, однако, в нерабочем состоянии, поскольку противоугонная система позволяет провести дистанционную блокировку. По сообщению CNN, из запорожских складов и Мелитополя российские военные на грузовиках вывозят в Крым пшеницу.
В начале июня издание The Washington Post со ссылкой на главу Государственного агентства Украины по управлению зоной отчуждения Евгения Крамаренко сообщало, что российские военные нанесли Чернобыльской АЭС ущерб в размере более 135 миллионов долларов. Было украдено или уничтожено 698 компьютеров, 344 машины, 1500 дозиметров, а также почти все противопожарное оборудование, нужное для борьбы с лесными пожарами в зоне отчуждения. Часть оборудования, по данным GPS-датчиков, находилось на территории Белоруссии.
После возвращения в свои дома жители села Новый Быков Черниговской области обнаружили, что их квартиры разграблены, украдена бытовая техника, женская парфюмерия, электроника, мягкая мебель. Остававшиеся в селе в дни оккупации жители видели, как вещи грузили в армейские грузовики «Урал». Из сельской школы пропали компьютеры и проекторы. Сообщалось и о разграблении села Старый Быков. Массовые грабежи зафиксированы в Ирпене. Одна из местных семей рассказала корреспонденту издания The Guardian, что из их дома украли всю одежду и обувь, включая женское нижнее бельё и платья. Свидетельства горожан о том, что у них украли из домов наличные деньги, ювелирные украшения и простые бытовые вещи, предоставлены жителями сёл Гребельки, Великая Дымерка, Вильхивки. Сотрудники Human Rights Watch также документировали свидетельства украинцев о грабежах, например, в городе Дымер Киевской области. Журналист The Guardian получил в городе Тростянец многочисленные свидетельства местных жителей о фактах убийств и грабежей, совершённых в период контроля над городом российских войск. Например, хозяйка салона красоты Дарья Сасина рассказала, что её салон разграбили, забрав всю косметику, мебель и картины со стен. Жительница Черниговской области в интервью говорила, что при отступлении российские солдаты забрали из её дома унитаз.
Украинская сторона публиковала записи «перехватов» телефонных разговоров российских солдат со своими семьями, в которых обсуждаются кражи из магазинов и покинутых квартир. На одной из записей солдат рассказывает, что его сослуживцы «тащат сумками» награбленное, на другой — получает список вещей, которые его просят привезти. СМИ отмечают, что подлинность записей в военное время установить невозможно, однако территориально они совпадают с зонами, находившимися под российской оккупацией.
По сообщению министра обороны Украины, в белорусском городе Наровля был открыт рынок по торговле украденными в Украине вещами: на нём продаются мотоциклы и велосипеды, бытовая техника, игрушки, мебель, ковры и проч. Колонны грузовиков в направлении Наровли движутся из Бурыни. Также о грабежах свидетельствовали данные о перемещении устройств — такая опция доступна для большинства гаджетов и аксессуаров Apple. Их украинские хозяева по геолокации видели, что вещи из их квартир находятся на территории России. В других случаях по геолокации украденных Air Pods удавалось отслеживать перемещение отрядов российской армии. 18 апреля 2022 года в социальной сети «ВКонтакте» пользователь Юрий Зверев разместил вопрос, как легализовать пригнанный в Тверскую область с Украины внедорожник BMW. 20 апреля группа была заблокирована по требованию Генпрокуратуры РФ. Позднее в интернете появились опровержения со стороны членов семьи Зверева, которые утверждали, что его аккаунт взломали и сообщение размещал не он.
1 мая Министерство обороны Украины утверждало, что аппараты ИВЛ и другое оборудование, предоставленное с 2014 года международными донорами и правительством Украины, были вывезены из больницы в Старобельске.
В мае 2022 года беженка с Украины Алина Корейнюк опознала на распространившейся в интернете фотографии с танком, снятым в районе Попасной и нагруженным гражданскими вещами, своё имущество. По свидетельству Корейнюк, фотография сделана в пяти минутах езды от её дома, а на танке были купленные ей недавно детские простыни с принтами Disney, одеяло и скатерть из дачного дома, запечатанный нагревательный бак, который она недавно купила и не успела установить в квартире.

## На территории России
На 15 августа 2024 года Украина захватила около 1000 км² территории Курской области России, включая город Суджу. Русская служба BBC в конце августа — начале сентября 2024 года пообщалась с жителями Глушковского района, который после разрушения трёх мостов через реку Сейм фактически оказался отрезанным от остальной территории России. Жители жаловались на многочисленные случаи мародёрства со стороны российских военных. Например, двое мужчин в российской военной форме ограбили в посёлке Глушково Курской области салон сотовой связи, а ещё несколько российских военных — склад Wildberries в селе Званное Глушковского района. Помимо этого, российскими военными ограблен магазин в посёлке Коренево. Несмотря на опасность занятия района ВСУ, многие жители не спешат уезжать из района, поскольку опасаются, что в их отсутствие дома будут разграблены.

## Журналистские расследования
Проект «Медиазона» опубликовал расследование, в котором отследил необычный всплеск роста посылок из пограничных с Украиной городов Армянска, Богучара, Валуйки, Джанкоя, Железногорска, Климово, Клинцы, Мозыря, Новозыбкова, Покровское, Россоши, Рыльска и Унечи в Россию через службу доставки СДЭК, совпавший по времени с началом войны. По данным издания, за три месяца военные могли так перенаправить 58 тонн вещей. В интернет попали многочисленные съёмки с камер наблюдения внутри пунктов доставки, на которых люди в военной форме заносили в отделения и заворачивали в упаковочную плёнку рюкзаки с вещами. Наибольшее число посылок было отправлено в российские города Рубцовск, Юрга, Чебаркуль, Миасс, Кызыл, Чита, Бийск и Борзя. 29 апреля 2022 года была опубликована видеозапись, на которой предположительно российский офицер отправлял состоящий на вооружении российской армии дрон Орлан-10 из пункта СДЭК в Валуйках. Портал «Беларускi Гаюн» сообщал, что российские солдаты покупали много товаров в магазинах белорусского Мозыря и также отправляли их в Россию также с помощью службы СДЭК, но это может объяснять лишь часть посылок. На фоне возникшего скандала СДЭК отключил трансляции из своих отделений, расположенных на границе с Украиной.

## Уголовное преследование
2 июня украинская полиция сообщила, что завела уголовные дела о мародёрстве на десятерых российских военных из расквартированной в Рубцовске части № 6720 Нацгвардии. Статья предполагает до 12 лет лишения свободы.

## Заявления России
Представители российского МИД неоднократно обвиняли украинскую сторону в съёмке постановочных видео с кадрами мародёрства российских солдат.